# Gilbert House
Gilbert House es un edificio protegido en Puerto Argentino/Stanley, Islas Malvinas, donde se reúne la Asamblea Legislativa de las Islas Malvinas. Se encuentra en Ross Road cruzando la calle desde el Malvina House Hotel, cerca de la costa. Cada miembro de la Asamblea Legislativa tiene una oficina aquí.

## Galería

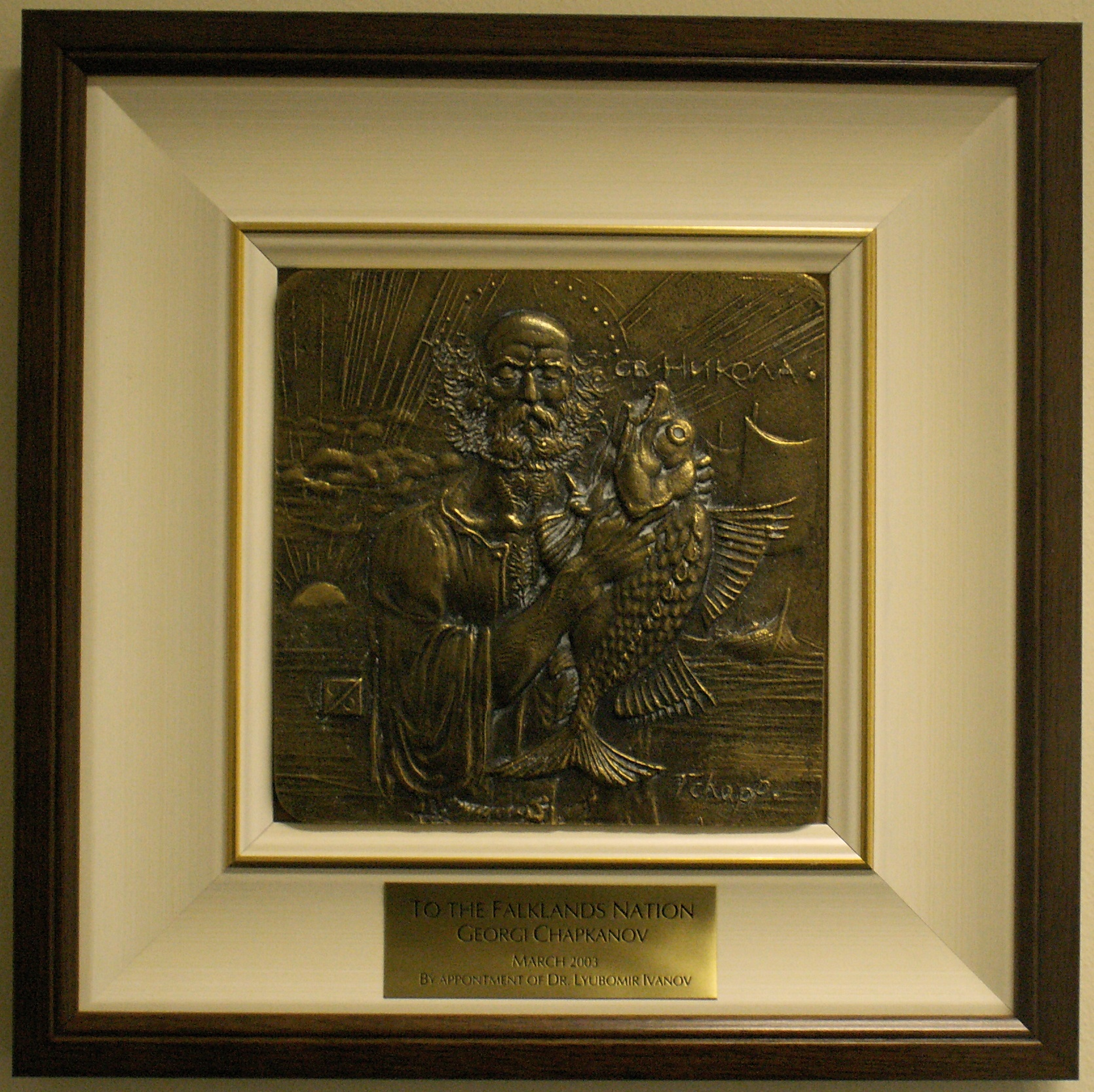
Icono de San Nicolás en Gilbert House. El santo es un protector de los pescadores y, por extensión, de las pescadores malvinenses.